# Carlstads Tidning
Carlstads tidning var en svensk dagstidning publicerad i Karlstad från den 6 juli 1805 till den 27 januari 1849.
Tidningens utgivare var boktryckaren Emanuel Höijer, som dog 1809. Han erhöll den 7 maj 1805 privilegium på denna tidning. Tillståndet är avtryckt i tidningens första nummer. Kapten G. Wallencrona, som efter Höijers död blivit antagen till gymnasieboktryckare, erhöll 1812 utgivningsbevis för Carlstads Tidning. Bidrag till tidningen av Johan Didrik af Wingård infördes ofta under den tid han var landshövding i Värmlands län 1815–40 (se Phoenix 19 februari 1842), liksom också av majoren Erik Flach, som var postinspektor i Karlstad (död 1853). I flera årgångar efter 1810 finnas poem, undertecknade med sign. S-k, författade av rektor N. L. Spak som dog 1819.
Tidningen kom ut på lördagar med 4 sidor i varje nummer 1805 till 1811. En kort tid 1810 kom tidningen två dagar i veckan, Tidningen gavs ut med 4 sidor också 1838 till 1849 men med 8 sidor 1812–1837. Formatet var kvarto 14,8–16,4 cm x 11–12.2 cm 1805 till 1836. 2-spaltigt större kvartoformat på 19–27 cm x 16–21 cm 1837–1849.
Prenumeration kostade 1 riksdaler 24 skilling banko 1806–1808, 1 riksdaler banko 1809–1810 sedan 2 riksdaler banko 1811. 2 riksdaler 32 skilling banko. 1812–1813 och 1816–1823. Tre riksdaler 16 skilling banko 1814–1815 och 3 riksdaler banko 1824 samt 1830–1849 slutligen 2 riksdaler 44 skilling banko 1825–1829.
E. Höijer tryckte tidningen 1805 till 7 oktober 1809, Gymnasieboktryckeriet tryckte från 11 oktober 1809 till 2 december 1809 och sedan tog G. Wallencrona över från 16 december 1809 till 1849. Frakturstil användes under åren 1805–1813 och 1817–1837. Antikva 1814–1817 samt blandat fraktur och antikva 1838–1849.